# Dino Boffo
Dino Boffo (* 19. August 1952 in Asolo) ist ein italienischer Journalist.

## Leben
Boffo studierte an der Universität Padua und war anschließend als Journalist in Italien tätig. Von 1994 bis 2009 war er Chefredakteur der italienischen, katholisch ausgerichteten Zeitung Avvenire. Am 18. Oktober 2010 wurde Boffo Direktor des italienischen Fernsehsenders TV2000.
Anfang September 2009 trat er als Chefredakteur der Zeitung Avvenire zurück. In einer Medienschlacht in Italien war sein Privatleben ins Zentrum der journalistischen und innenpolitischen Auseinandersetzungen Italiens geraten. Die italienische Zeitung Il Giornale, die dem Bruder des italienischen Ministerpräsidenten Silvio Berlusconi gehört, hatte zuvor berichtet, dass Boffo angeblich homosexuell sei und die Ehefrau eines homosexuellen Freundes 2004 bedroht habe. Die Zeitung Avvenire hatte zuvor den Lebensstil von Ministerpräsident Silvio Berlusconi im Zusammenhang mit dessen Sex-Affären kritisiert und auch die verschärfte Flüchtlingspolitik Italiens angeprangert.
Boffo ist verheiratet und hat eine Familie.